# 2011-es Junior Eurovíziós Dalfesztivál
A 2011-es Junior Eurovíziós Dalfesztivál volt a kilencedik Junior Eurovíziós Dalfesztivál, amit Örményország fővárosában, Jerevánban rendeztek, ahol a grúz Candy együttes nyert 108 ponttal, a Candy Music című dalukkal. A versenyre 2011. december 3-án került sor. Az Eurovíziós Dalfesztivállal ellenben itt nem az előző évi győztes rendez, hanem pályázni kell a rendezés jogára. Ebben az évben fordult elő először, hogy az előző évi győztes rendezhetett. A 2010-es megmérettetés az örmény Vladimir Arzumanjan győzelmével zárult, aki a Mama című dalt adta elő Minszkben.
13 ország erősítette meg a részvételét a dalfesztiválra, beleértve Bulgáriát, mely két kihagyott év után visszatért. Málta és Szerbia pedig visszaléptek.

## A helyszín és a verseny
A verseny pontos helyszíne az örményországi Jerevánban található Karen Demircsján Sport- és Koncertkomplexum volt, amely több ezer fő befogadására alkalmas.
| Örményország Jereván |

A verseny logója több különböző méretű rádiós hangsávra hasonlít, mely piros–kék–sárga színű volt, utalva a házigazda ország zászlójára. A színek az egyes országok előtti képeslapokon, az adott fellépő színeiben jelent meg. A motívum a színpadi elemeken is megjelent, mivel a háttérben szereplő LED-fal is ilyen mintájú volt.
A logó lendületes, fiatal és játékos. A szlogenünk: "Reach For The Top" valóban tükrözi a versenyzőknek azt a törekvését, amely remélhetőleg inspirálja a fiatal örmény generációt is, hogy ugyanezt tegyék.
Érdekesség, hogy sorozatban másodszor fordult elő, hogy Oroszországot Lettország követte a fellépési sorrendben.

## A résztvevők
2011. július 15-én az EBU bejelentette, hogy 12 ország képviselteti magát a dalversenyen. Először vett volna részt San Marino, de végül nem indultak el, míg Lettország az előzetes visszalépése után bejelentette, hogy mégis neveznek. Málta és Szerbia viszont visszalépett. Bulgária több éves kihagyás után mint visszatérő ország nevezett a versenyre, így 13 résztvevő lett. Magyarország még egyszer sem indult a megmérettetésen, így a 2011-es versenyen sem.

### Közvetítés
A 13 résztvevő országon kívül Bosznia-Hercegovina, Ausztrália és Új-Zéland közvetítette a gyerekek versenyét. Mivel Magyarország nem volt a részt vevő nemzetek között, így csak az internetes közvetítést lehetett figyelemmel követni.

## A versenyszabályok változása
Visszahozták a 2003 és 2005 közötti szabályt, ami kimondja, hogy a nézők csak az utolsó dal elhangzása után szavazhatnak (2006 és 2010 között a műsor kezdetétől lehetett szavazni). Emellett újra érvénybe lépett a 2003-ban és 2004-ben alkalmazott szabály, vagyis a pontbejelentők az összes pontot beolvasták egyesével. (2005 és 2010 között az első öt pont automatikusan megjelent a szavazótáblán, és a szóvivők csak a 6, 7, 8, 10 és 12 pontokat jelentették be.)

## Eredmények
A döntőt 2011. december 3-án rendezték tizenhárom ország részvételével. A pontokról mindegyik országban fele-fele arányban döntöttek a nézők telefonos szavazatai, valamint egy zsűri pontjai. Az összesített lista első tíz helyezettje kap 1–8, 10 és 12 pontot. Annak érdekében, hogy ne lehessen nulla pontos dal, mindegyik induló kap tizenkét pontot a szavazás kezdetekor.
| #  | Ország           | Nyelv          | Előadó              | Dal                  | Magyar fordítás             | Helyezés | Pontszám |
| -- | ---------------- | -------------- | ------------------- | -------------------- | --------------------------- | -------- | -------- |
| 01 | Oroszország      | orosz          | Jekatyerina Rjabova | Romeo and Juliet     | Rómeó és Júlia              | 4.       | 99       |
| 02 | Lettország       | lett           | Amanda Bašmakova    | Moondog              | Holdkutya                   | 13.      | 31       |
| 03 | Moldova          | román, angol   | Lerika              | No, No               | Nem, nem                    | 6.       | 78       |
| 04 | Örményország     | örmény, angol  | Dalita              | Welcome to Armenia   | Üdvözöljük Örményországban! | 5.       | 85       |
| 05 | Bulgária         | bolgár         | Ivan Ivanov         | Superhero            | Szuperhős                   | 8.       | 60       |
| 06 | Litvánia         | litván         | Paulina Skrabytė    | Debesys (The Clouds) | Felhők                      | 10.      | 53       |
| 07 | Ukrajna          | ukrán, angol   | Kristall            | Europe               | Európa                      | 11.      | 42       |
| 08 | Macedónia        | macedón, angol | Dorijan Dlaka       | Zsimi ovoj frak      | Esküszöm, ez egy frakk!     | 12.      | 31       |
| 09 | Hollandia        | holland, angol | Rachel              | Teenager             | Tinédzser                   | 2.       | 103      |
| 10 | Fehéroroszország | orosz          | Lidzija Zablockaja  | Angeli dobra         | A jóság angyalai            | 3.       | 99       |
| 11 | Svédország       | svéd           | Erik Rapp           | Faller               | Zuhanás                     | 9.       | 57       |
| 12 | Grúzia           | grúz           | CANDY               | Candy Music          | Édes zene                   | 1.       | 108      |
| 13 | Belgium          | flamand        | Femke               | Een kusje meer       | Még egy csók                | 7.       | 64       |

## Térkép

Részt vevő országok
Országok, melyek korábban részt vettek, de ebben az évben nem

## Ponttáblázat
|                  | Szavazók   | Szavazók    | Szavazók   | Szavazók | Szavazók     | Szavazók | Szavazók | Szavazók | Szavazók  | Szavazók  | Szavazók         | Szavazók   | Szavazók | Szavazók | Szavazók |
| Össz             | Ausztrália | Oroszország | Lettország | Moldova  | Örményország | Bulgária | Litvánia | Ukrajna  | Macedónia | Hollandia | Fehéroroszország | Svédország | Grúzia   | Belgium  |          |
| ---------------- | ---------- | ----------- | ---------- | -------- | ------------ | -------- | -------- | -------- | --------- | --------- | ---------------- | ---------- | -------- | -------- | -------- |
| Oroszország      | 99         | 12          |            | 10       |              | 10       | 12       | 10       | 8         |           | 7                | 7          | 12       | 1        | 10       |
| Lettország       | 31         | 12          |            |          | 2            |          |          | 7        | 1         | 8         |                  |            |          |          | 1        |
| Moldova          | 78         | 12          | 6          | 4        |              | 6        | 10       | 2        | 7         | 6         | 4                | 8          | 4        | 4        | 5        |
| Örményország     | 85         | 12          | 8          | 1        | 7            |          | 5        |          | 10        | 7         | 5                | 5          | 8        | 10       | 7        |
| Bulgária         | 60         | 12          | 2          | 2        | 4            | 1        |          |          | 3         | 12        | 3                | 6          | 5        | 6        | 4        |
| Litvánia         | 53         | 12          |            | 6        | 6            | 2        |          |          |           | 10        |                  | 4          | 1        | 12       |          |
| Ukrajna          | 42         | 12          | 5          |          | 1            | 5        | 1        | 1        |           | 1         | 2                | 2          | 2        | 7        | 3        |
| Észak-Macedónia  | 31         | 12          | 1          |          | 5            |          | 2        | 4        |           |           | 1                | 3          |          | 3        |          |
| Hollandia        | 103        | 12          | 7          | 12       | 10           | 7        | 8        | 6        | 5         | 2         |                  | 10         | 10       | 2        | 12       |
| Fehéroroszország | 99         | 12          | 12         | 7        | 12           | 8        | 4        | 8        | 12        | 3         | 8                |            | 3        | 8        | 2        |
| Svédország       | 57         | 12          | 4          | 8        | 3            | 4        | 3        | 5        | 4         |           | 6                |            |          |          | 8        |
| Grúzia           | 108        | 12          | 10         | 3        | 8            | 12       | 6        | 12       | 6         | 5         | 10               | 12         | 6        |          | 6        |
| Belgium          | 64         | 12          | 3          | 5        |              | 3        | 7        | 3        | 2         | 4         | 12               | 1          | 7        | 5        |          |

## 12 pontos országok
| Darab | Jutalmazott ország | Szavazó ország                           |
| ----- | ------------------ | ---------------------------------------- |
| 3     | Fehéroroszország   | Moldova, Oroszország, Ukrajna            |
| 3     | Grúzia             | Fehéroroszország, Litvánia, Örményország |
| 2     | Hollandia          | Belgium, Lettország                      |
| 2     | Oroszország        | Bulgária, Svédország                     |
| 1     | Belgium            | Hollandia                                |
| 1     | Bulgária           | Észak-Macedónia                          |
| 1     | Litvánia           | Grúzia                                   |

## Visszatérő előadók
| Előadó              | Ország      | Előző év(ek) |
| ------------------- | ----------- | ------------ |
| Jekatyerina Rjabova | Oroszország | 2009         |